# 一人内閣
一人内閣（ひとりないかく）とは、内閣総理大臣だけで構成される内閣。以下、日本の例で詳述する。

## 概説

### 実務上の一人内閣
日本国憲法では、国の行政権を担う内閣は合議体であることが前提であるため、新たに内閣総理大臣となった者は速やかに各閣僚を任命し合議体を始動させることが求められる。しかし、首相任命後何日以内に組閣しなければならない等々の時間的制限は課されていない。同憲法下で成立した内閣のほとんどが組閣人事を早急に済ませ、宮中での首相の親任式と閣僚の認証官任命式が連続して行われるようにしているが、政治情勢その他の事情により組閣が順調に進まないことがあり、そのような場合はとりあえず親任式だけを行って内閣総理大臣に就任した後、自らに対して直ちに各省大臣の兼任又は臨時代理を発令し形式的に内閣を発足させ、数時間から数日かけて組閣を行う、という措置を執ることが必要となる。この首相が一人で内閣を構成している状態のことを指す俗称が「一人内閣」である。後述のように、実際に一人内閣状態となったことが過去4例ある。
なお、内閣法上の主任の大臣つまり各省大臣については必ず臨時代理を置く（あるいは兼任する）ことが求められるが、内閣法第10条で内閣総理大臣の各省大臣の臨時代理規定及び国家行政組織法第5条第3項で内閣総理大臣の各省大臣担当規定により措置した事例がある（羽田内閣）。
それ以外の大臣ポストについては事務代理・事務取扱を置くことは法的には必須でないため、当該過去の4例でも首相が自らに対して前者の兼任・臨時代理の発令を欠かしたことはないが、後者の兼任・事務取扱の発令については行われなかった例がある。

### 理論上の一人内閣
上述のようなやむを得ない場合とは別に、過去に実例はないものの、理論上は首相が自らの意思で一人内閣の状態を作ることが可能である。特に衆議院解散に関しては、首相以外の全閣僚が解散に消極的又は反対しているような状況下であっても、首相は全員罷免による一人内閣で解散の閣議決定が可能であることから、衆議院解散権は首相の専権事項と呼ばれる。もっともこれは衆議院解散のみならず、首相の決定事項すべてについて同じことが言える。首相は自身の方針に反対する大臣を罷免して賛成派にすげ替えるか、その任を首相自身が兼務してしまえば内閣不一致は生じないこととなる。たとえ全閣僚が首相の方針に反対したとしても、首相自身がすべての大臣を罷免・兼務してでも方針決定することが可能であり、閣内不一致は最終的に兼務という形で解消することが可能である。したがって、首相は自身の賛同者のみで内閣を構成することが可能であることから、内閣の意思とはほぼ首相の意思である。

## 一人内閣の問題点
一人内閣状態においては、内閣の構成員が一人だけとなるため、内閣総理大臣が欠けた場合又は事故がある場合に、閣僚の中からあらかじめ指名されてその職務を代行する内閣総理大臣臨時代理が存在せず、内閣の職務を行うことが不可能になる、という問題がある。
内閣官房副長官（事務担当）、各府省事務次官などの事務方はいるため政府の事務は遂行できるが政務の遂行が機能不全となり、国会で新首相が指名されて次の内閣が誕生するまではその状況が続く。

## 過去の一人内閣
- 片山内閣 1947年5月24日（午後5時親任式） - 6月1日（認証官任命式）
  - 即日、各省大臣臨時代理の発令を行い、加えて5月27日に物価庁長官事務取扱を発令したが、他の大臣庁等の長官・総裁の事務取扱は発令せず。
- 第2次吉田内閣 1948年10月15日（正午親任式） - 10月19日（午後6時認証官任命式）
  - 即日、各省大臣臨時代理の発令に加え、全ての大臣庁の長官の事務取扱を発令（地方財政委員会委員長については、委員長職の前提となる委員の地位が補職でなく任命を要するレベルのものであったため事務取扱等の発令なし。当時の内閣官房長官は国務大臣の充て職ではなかったため、同長官に関しても発令の必要なし。）
- 石橋内閣 1956年12月23日（午前11時親任式 - 午後8時50分認証官任命式）
  - 即日、各省大臣臨時代理の発令に加え、全ての大臣庁等の委員長・長官の事務取扱を発令（当時の内閣官房長官は国務大臣の充て職ではなかったため、同長官に関して発令の必要なし。）
- 羽田内閣 1994年4月28日（午前8時55分親任式 - 午後6時15分認証官任命式）
  - 即日、各省大臣臨時代理の発令に加え、全ての大臣庁等の委員長・長官の事務取扱を発令（内閣官房長官空席時に行われたものとしては唯一で且初の内閣官房長官事務取扱発令事例[2]）

## 日本国外の事例
- ケニアのウィリアム・ルト大統領が大規模な反政府運動を受け、2024年7月11日にリガティ・ガチャグア（英語版）副大統領とムサリア・ムダバディ（英語版）内閣筆頭長官（首相格）兼外相を除く全閣僚を解任[3]。翌12日には空席となった全てのポストにムダバディを代理として就任させ、首相格のムダバディが全閣僚ポストを占める一人内閣状態となった[4][5]。19日よりルト大統領が個別の閣僚ポストの候補者を随時発表し、一人内閣は約1週間で解消されることとなった[6]。